# Raja eglanteria
Raja eglanteria е вид хрущялна риба от семейство Морски лисици (Rajidae).

## Разпространение
Видът е разпространен в САЩ (Алабама, Вирджиния, Делауеър, Джорджия, Кънектикът, Луизиана, Масачузетс, Мериленд, Мисисипи, Ню Джърси, Ню Йорк, Северна Каролина, Тексас, Флорида и Южна Каролина).